# Biskopsgård
Biskopsgård eller biskopshus är en biskops tjänstebostad, tidigare även innefattande jordbruksfastigheter som bidrog till lönen.

## Svenska kyrkan
Inom Svenska kyrkan finns biskopsgårdar kvar i de flesta stift med bostad för biskopen och lokal för stiftkansliet. Med undantag av ärkebiskopsgården i Uppsala ägs de och förvaltas de direkt av stiften.
Den äldsta biskopsgården i Sverige som fortfarande bebos av en biskop finns i Västerås. 1429 är första gången det nämns att biskopen bor i huset.

### Nuvarande biskopsgårdar

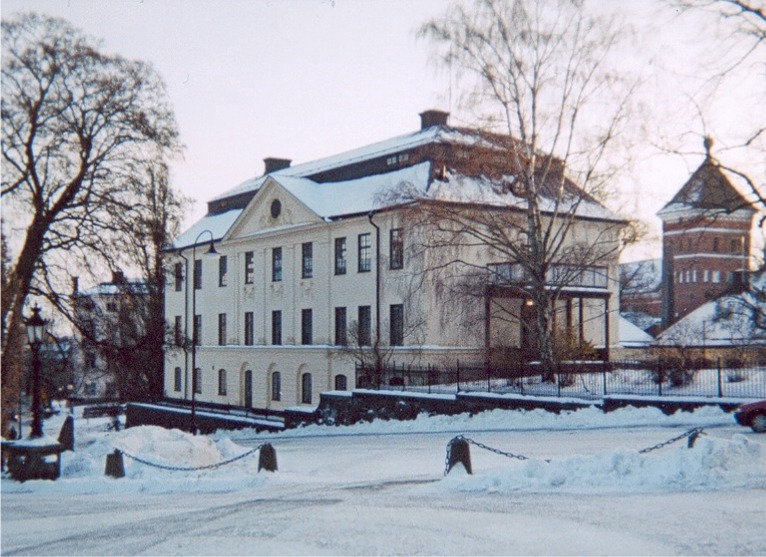
Ärkebiskopsgården i Uppsala.
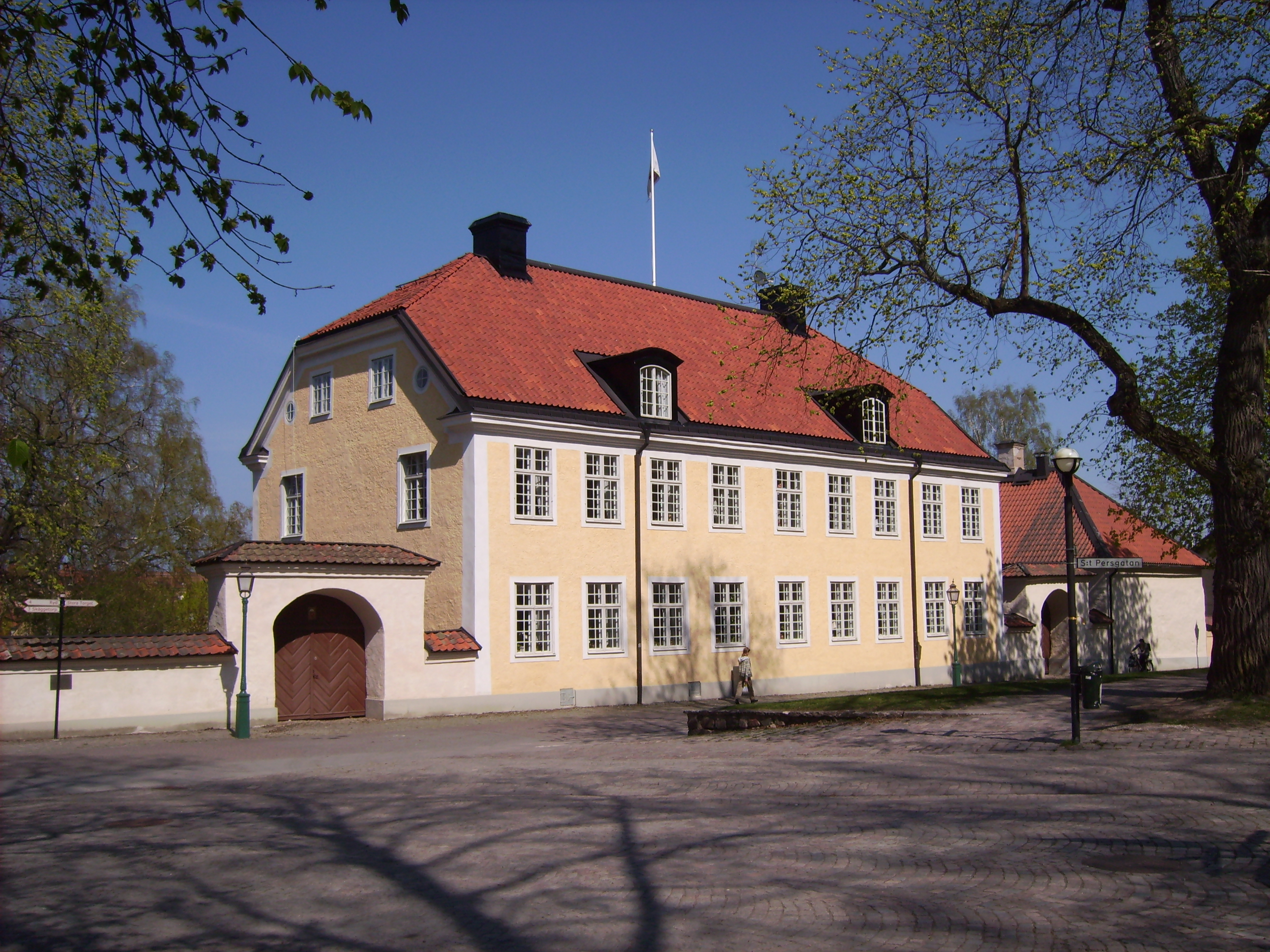
Biskopsgården i Linköping
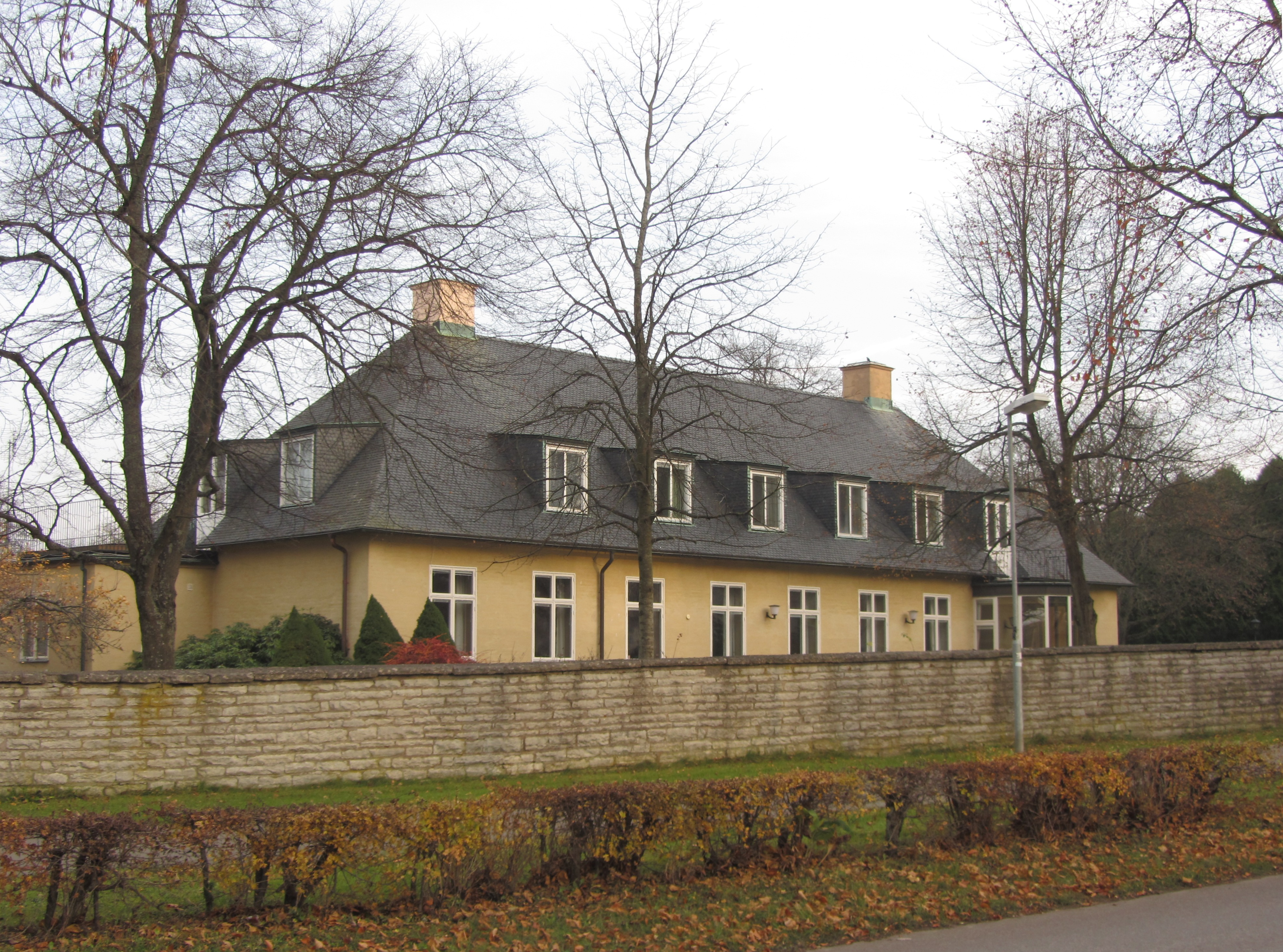
Biskopsgården i Skara
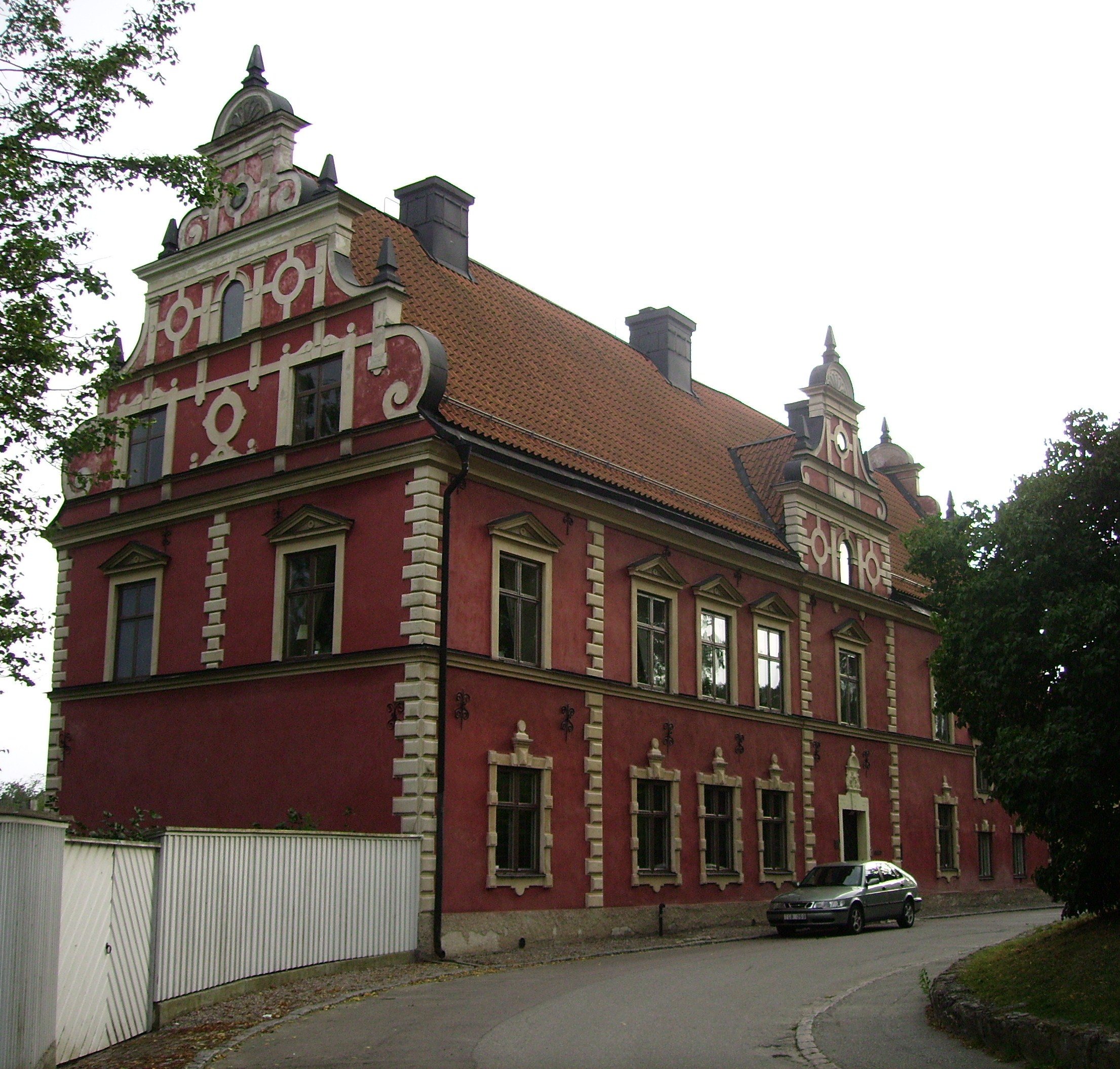
Biskopsgården i Strängnäs
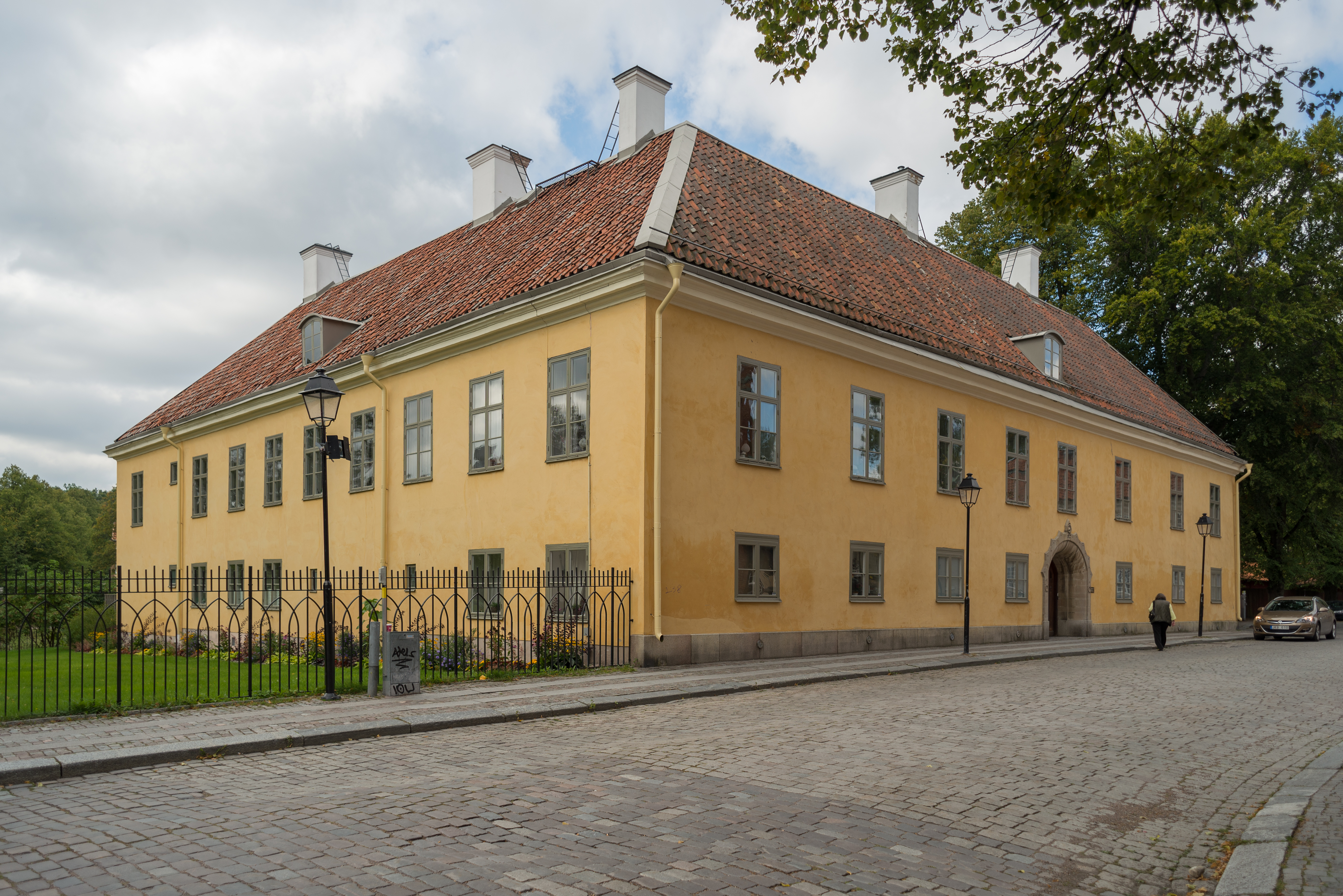
Biskopsgården i Västerås
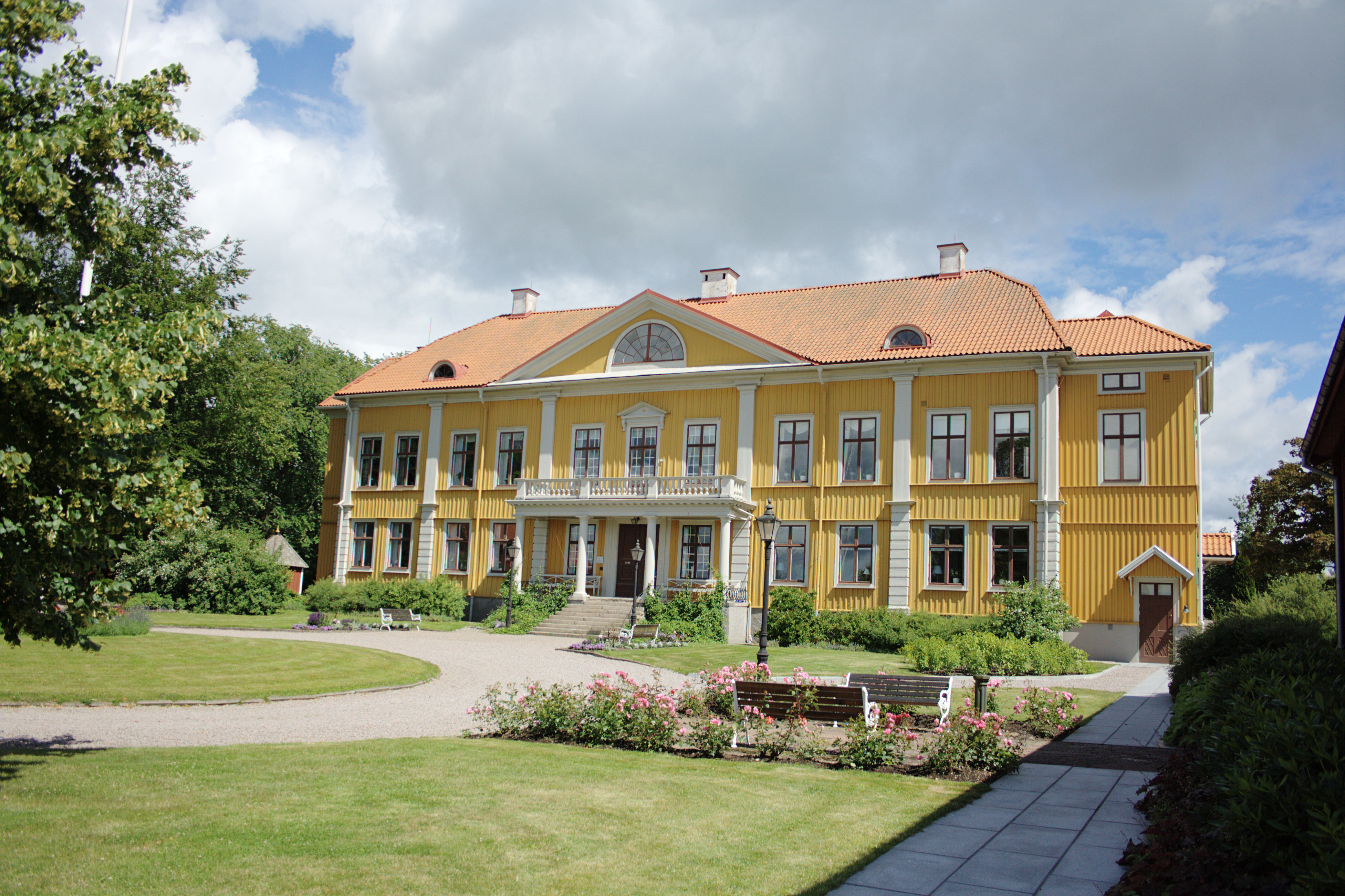
Östrabo biskopsgård i Växjö
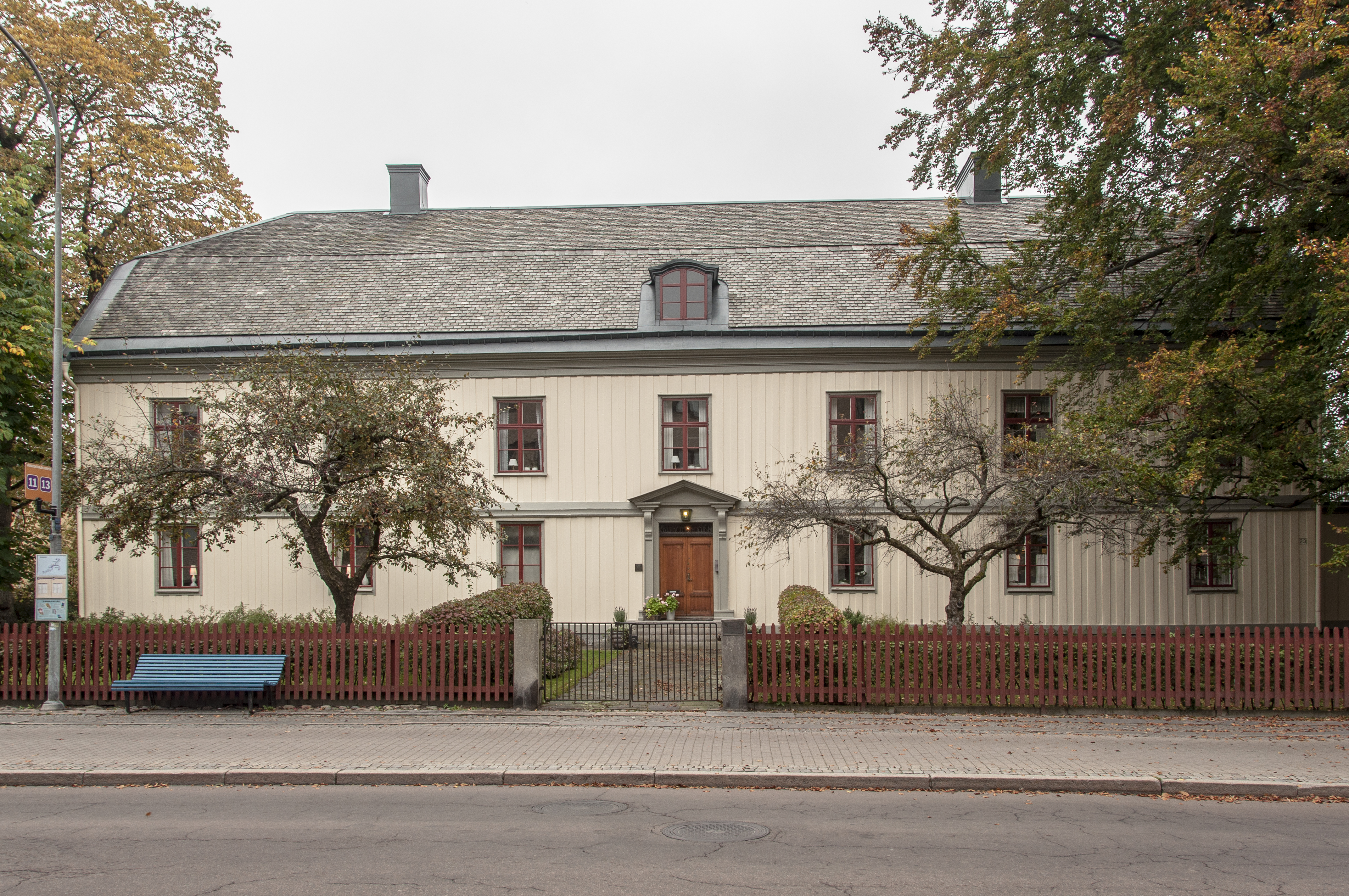
Biskopsgården i Karlstad
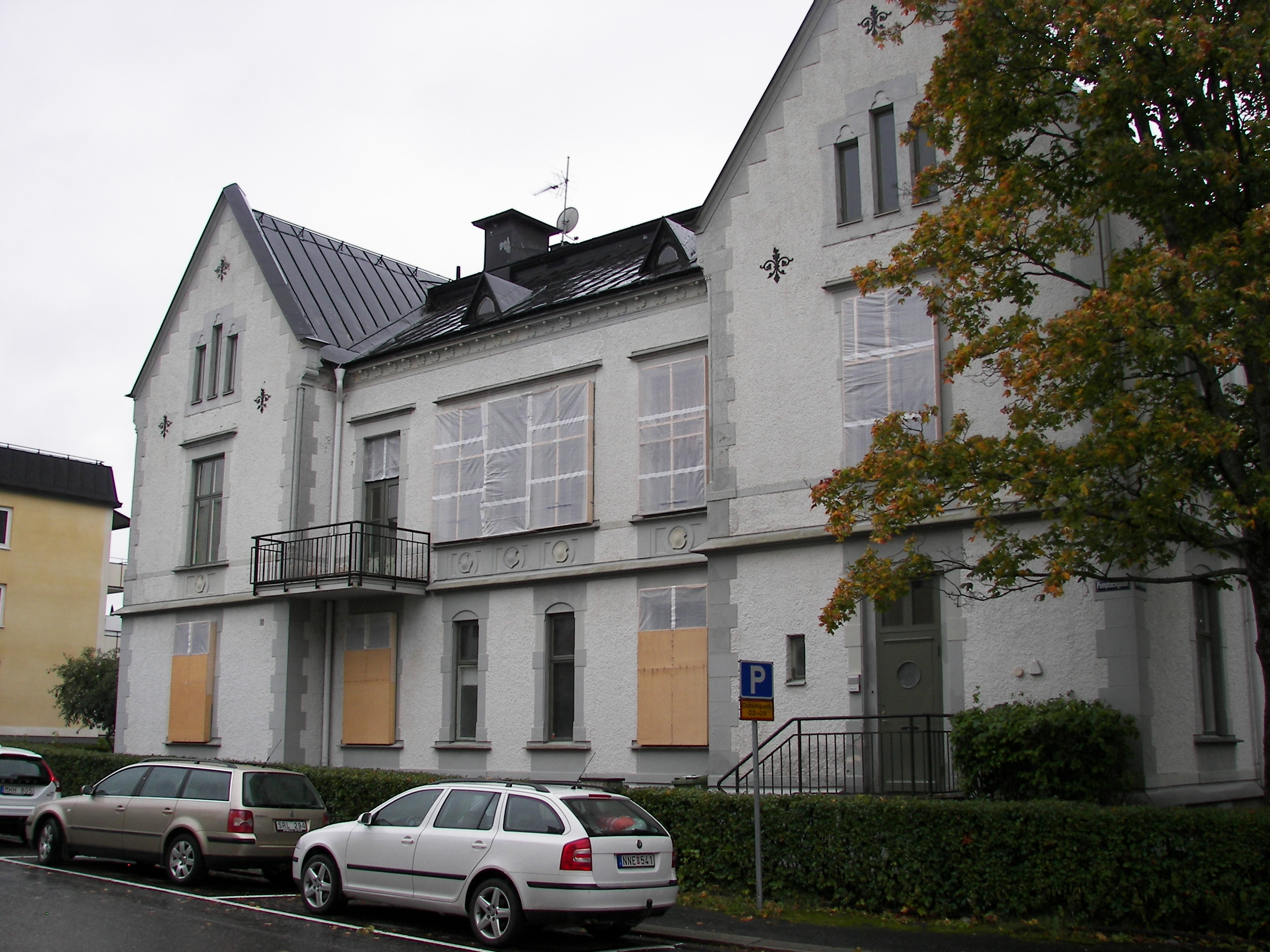
Biskopsgården i Härnösand

### Tidigare biskopsgårdar

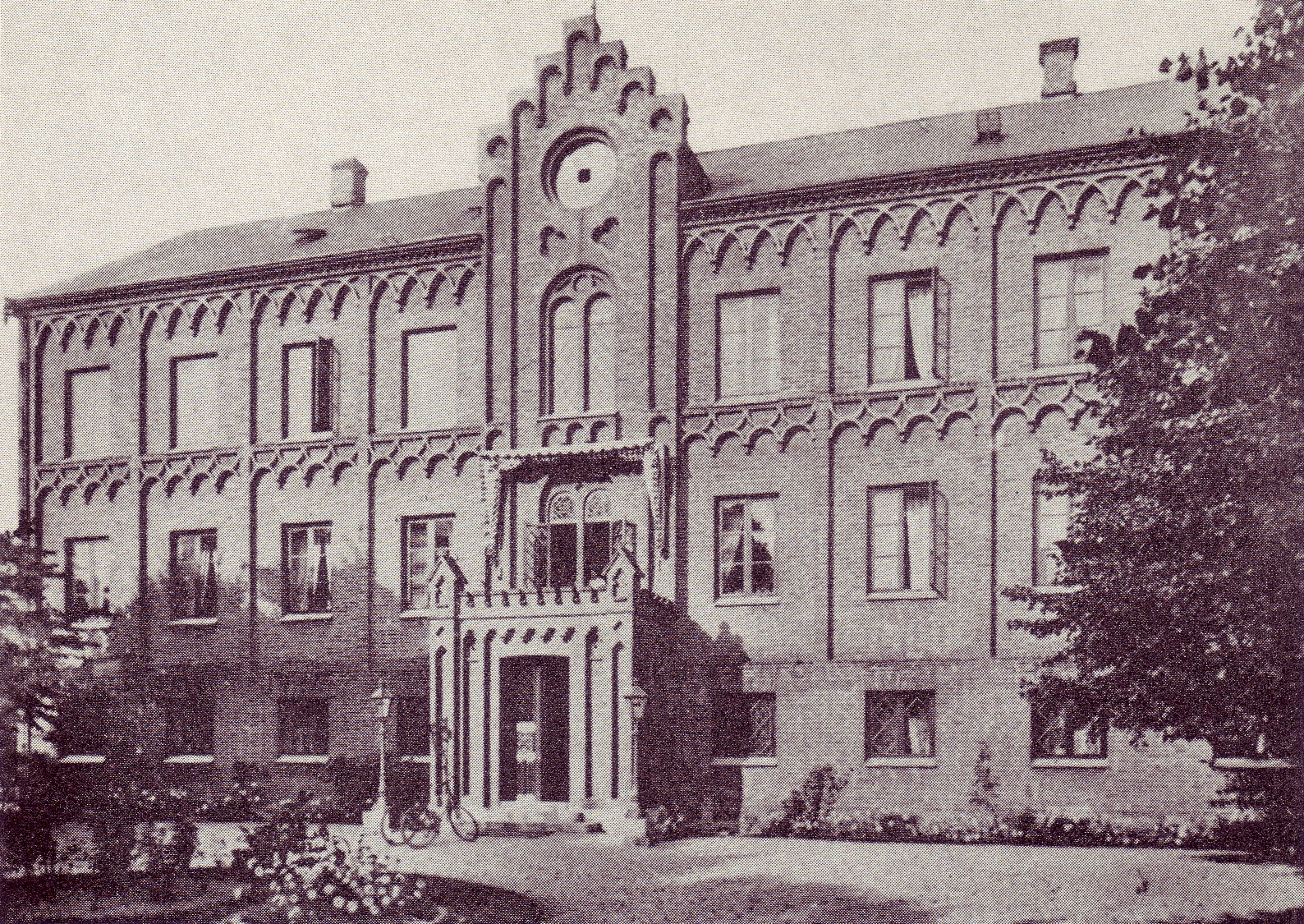
Gamla Biskopshuset i Lund
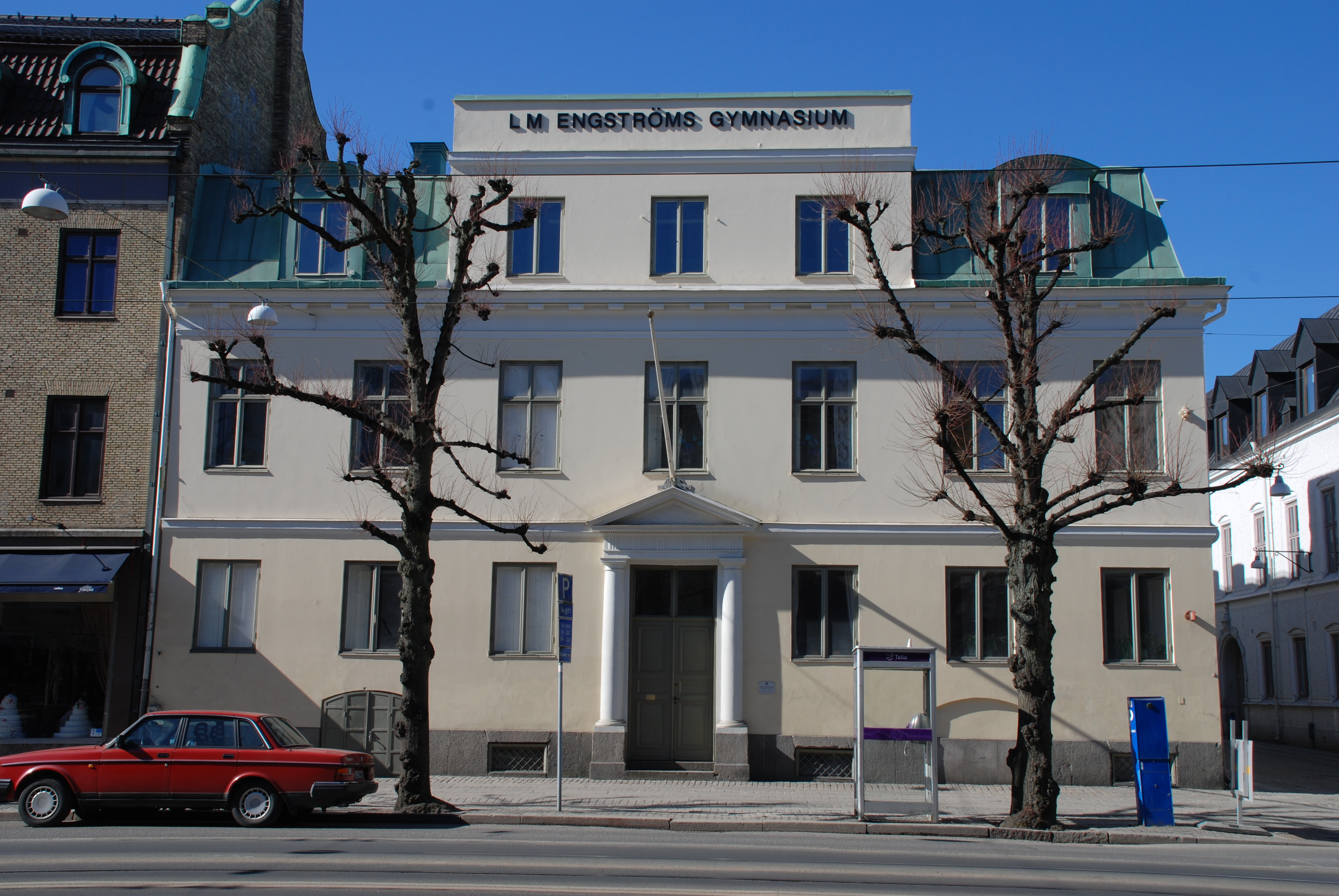
Biskopshuset i Göteborg
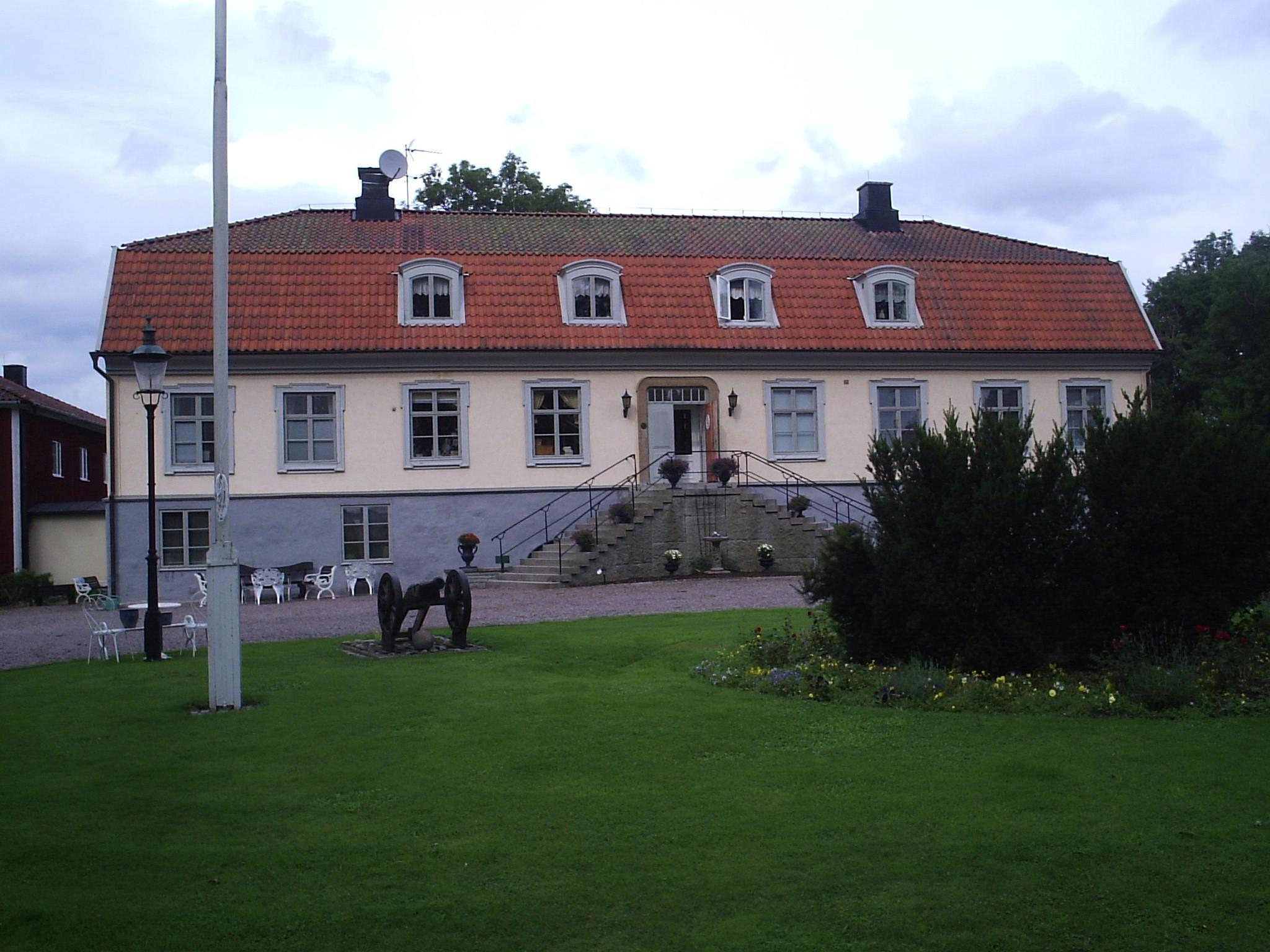
Brunsbo tidigare biskopsgård, 2,9 km öster om Skara